# L'Annu Corsu
L'Annu Côrsu est un almanach littéraire en langue corse. 
Il a été fondé par Paul Arrighi et Antoine Bonifacio aidé de Pierre Leca en 1923. Créé avec l'envie de faire évoluer la langue Corse (mais également de la protéger) et d'apprendre aux Corses qu'il existe un monde littéraire, cet almanach réunit un nombre important d’œuvres (suivant le modèle de A Cispra une revue littéraire qui précède celle-ci). L'Annu Corsu est sorti à la même époque que la revue A Muvra. L'Annu Côrsu, malgré le fait que l'on y retrouve un certain esprit, ne se revendique pas tellement comme une revue autonomiste. Sa préoccupation est la langue corse à travers les œuvres littéraires.
L'Annu Côrsu sera publié de 1923 à 1939, il prendra le nom de L'année Corse à partir de 1937,.
L'Annu Côrsu a notamment publié des œuvres de Simonu Dary.